# صامويل تيلدن
صمويل جيمس تيلدن (بالإنجليزية: Samuel Jones Tilden) (9 فبراير 1814- 4 أغسطس 1886) كان سياسيًا أمريكيًا وشغل منصب الحاكم الخامس والعشرين لمدينة نيويورك، وكان المرشح الديمقراطي للرئاسة في انتخابات الرئاسة الأمريكية 1876 المتنازع عليها. كان تيلدن المرشح الوحيد الذي فاز بالأغلبية المطلقة من الأصوات الشعبية في انتخابات الولايات المتحدة السياسية، لكنه خسر في الانتخابات.
ولد تيلدن لعائلة غنية في نيو لبنان في نيويورك، انجذب إلى السياسة في سن مبكرة، وأصبح تلميذًا لمارتن فان بيورين، الرئيس الثامن للولايات المتحدة. بعد الدراسة في جامعة ييل وكلية الحقوق بجامعة نيويورك، بدأ تيلدن عمله القانوني في مدينة نيويورك، وأصبح محامي شركات بارز. عمل في جمعية ولاية نيويورك وساعد في إطلاق حزب فان بيورين الثالث، وترشح لمناهضة العبودية في الانتخابات الرئاسية لعام 1848. على الرغم من أنه عارض انتخاب أبراهام لينكون في عام 1860، إلا أن تيلدن دعم الاتحاد خلال الحرب الأهلية الأمريكية. بعد الحرب الأهلية، عُين تيلدن رئيسًا للجنة الديمقراطية لولاية نيويورك، ونظم حملة المرشح الديمقراطي هوراشيو سايمور في الانتخابات الرئاسية الأمريكية لعام 1868.
تعاون تيلدن في البداية مع فرقة تاماني هول التابعة لدول الأطراف، لكنه انفصل عنهم في عام 1871 بسبب تفشي فساد رئيسه وليام إم تويد. فاز تيلدن بالانتخاب حاكمًا لنيويورك عام 1874، وفي ذلك المنصب ساعد في تفكيك «مجرى العصابة». ساهمت معركة تيلدن ضد الفساد العام، إلى جانب ثروته الشخصية ونجاحه الانتخابي في الولاية الأكثر اكتظاظًا بالسكان في البلاد، في جعله المرشح الرئيسي للائحة الديمقراطية للانتخابات الرئاسية في عام 1876. وقع الاختيار على تيلدن كمرشح في الاقتراع الثاني من المؤتمر القومي الديمقراطي عام 1876.  في الانتخابات العامة، واجه تيلدن مرشح الحزب الجمهوري رذرفورد هايز، وهو حاكم آخر لديه مؤهلات إصلاحية. ركز تيلدن في حملته على إصلاح الخدمة المدنية، ودعم غطاء الذهب (وهو نظام مالي يستعمل فيه الذهب كقاعدة لتحديد قيمة العملة الورقية)، وعارض الضرائب المرتفعة، لكن العديد من أنصاره كانوا أكثر اهتمامًا بإنهاء إعادة الإعمار في الجنوب.
اعتقد معظم المراقبين في البداية أن تيلدن فاز في الانتخابات، لكن الخلافات في أربع ولايات تركت تيلدن وهايز بدون أغلبية الأصوات الانتخابية.  نظرًا لأن تيلدن فاز بـ 184 صوتًا انتخابيًا، تطلب فوز هايز اكتساح جميع الأصوات الانتخابية المتنازع عليها.  بعكس رغبات تيلدن، عين الكونجرس لجنة انتخابية للحزبين من أجل تسوية الخلاف.  كان لأعضاء الحزب الجمهوري فرصة للحصول على مقعد واحد في اللجنة الانتخابية، وفي سلسلة من الأحكام الحزبية، حكمت أن هايز فاز بجميع الأصوات الانتخابية المتنازع عليها.  في تسوية عام 1877، وافق القادة الديمقراطيون على قبول هايز باعتباره المنتصر مقابل إنهاء إعادة الإعمار. كان تيلدن منافسًا رئيسيًا للترشيح الديمقراطي للرئاسة في الانتخابات الرئاسية 1880 و 1884، لكنه رفض الترشح.

## وصلات خارجية
- صامويل تيلدن على موقع الموسوعة البريطانية (الإنجليزية)
- صامويل تيلدن على موقع إن إن دي بي (الإنجليزية)